# Johann Baptist von Thurn und Taxis
Jan Baptista z Thurn-Taxisu, též Jan III. (německy Johann Baptist von Thurn und Taxis, respektive Johann III. von Thurn-Valsassina, 20. srpna 1706, Kostnice – 3. června 1762), byl říšský hrabě a od roku 1754 do roku 1762 biskup v Lavantu.

## Život
Jan Baptista pocházel z původně severoitalského rodu Thurn-Taxisů. Narodil se jako syn hraběte Iniga Lamorala z Thurn-Taxisu (1653–1713) a jeho druhé manželky Marie Claudie Fuggerové z Nordenhofu (1667/68–1721).
Dne 11. června 1729 byl Jan Baptista z Thurn-Taxisu v Salcburku vysvěcen na kněze a později se stal kanovníkem salcburské katedrály. 4. února 1754 byl jmenován biskupem v Lavantu (diecéze lavantská, dnes mariborská arcidiecéze). Biskupem byl vysvěcen 31. března 1754, světitelem byl salcburský arcibiskup Zikmund Kryštof ze Schrattenbachu.